# حرائق غابات كالابريا 2021
حرائق غابات كالابريا هي حرائق غابات متعددة حدثت في قلورية في إيطاليا، قتل في الحرائق خمسة أشخاص.

## الجدول الزمني

### شهر أغسطس
في 10 أغسطس 2021 طلبت محافظة ريجيو كالابريا وحصلت على تدخل الجيش الإيطالي للمساهمة في الأنشطة الجارية لإطفاء الحرائق التي اندلعت في مناطق مختلفة من المقاطعة. في 11 أغسطس 2021 كان هناك العديد من الحرائق على سهول فرازيوني سان لوكا (ريجيو كالابريا) وكانت محاطة تقريبًا بالحرائق.
في 12 أغسطس 2021 دمرت حرائق الغابات مقاطعة ريجيو كالابريا ومقاطعة كاتانزارو ومقاطعة كوزنسا. أخطر حالة بين كوموني دي سان لوكا وكارديتو وروغودي وروكافورتي ديل جريكو ومامولا وجيويوسا أيونيكا وجروتريا وسان جيوفاني دي جيراسي وكاولونيا وسيتانوفا. تم اخلاء بعض القرى ودمرت النيران عدة منازل ريفية. تحدث رئيس المنطقة أنتونينو سبيرلو عن 59 حريقًا لا يزال نشطًا و70 فريق إنقاذ نشط في المنطقة.
في 13 أغسطس 2021 استمرت عمليات إطفاء الحرائق واحتواءها في أسبرومونتي.

## التفاعلات
أكد رئيس الوزراء الإيطالي ماريو دراجي في محادثة هاتفية مع رئيس بلدية ريجيو كالابريا جوزيبي فالكوماتا تقديم الدعم الكامل للمجتمع وكالابريا بأكملها لحالات الطوارئ الناجمة عن الحرائق المتعمدة التي أدت إلى ارتفاع درجات الحرارة. أدت إلى نشوب حرائق غابات كبيرة. شديدة التدمير. وأكد أن الحكومة الإيطالية ستقوم بتفعيل برنامج الدعم الاقتصادي والمالي للأفراد والشركات المتضررة من الحرق المتعمد إلى جانب خطة استثنائية لإعادة تشجير وتأمين الإقليم.

## ما بعد الحرائق

### الأسباب والاعتقالات
في 11 أغسطس 2021 أجريت التحقيقات من قبل كارابينييري وبوليزيا دي ستاتو للتأكد من المسؤولين عن الحرائق المتعمدة.

### المساعدات المالية
لن يتم صرف أي أموال غير قابلة للسداد، ولكن الدعم الاقتصادي لمشاريع حماية الغابات وتعزيز الإقليم تمت.